# Regenfaktor
Der Regenfaktor nach Richard Lang, in der Regel kurz Regenfaktor genannt, ist eine Kennzahl zur Beschreibung des lokalen Klimas und zur Abgrenzung von Klimazonen. Er wird als Quotient aus der Niederschlagsmenge und der Temperatur einer Region gebildet. Über den Regenfaktor können Angaben zur Humidität und Aridität eines Gebietes abgeleitet werden. Auf dem 1915 zum ersten Mal durch Richard Lang wissenschaftlich beschriebenen Konzept bauen modernere Konzepte auf, etwa der Aridiätsfaktor, der den Niederschlag mit dem Sättigungsdefizit der Luft und der Evaporation in Beziehung setzt.

## Bestimmung des Regenfaktors
Der Regenfaktor bildet bis heute eine einfache Methode zur Richtwertbestimmung der Aridität und Humidität. Er kann zur einfachen Abgrenzung von Klimazonen herangezogen werden und erlaubt, Aussagen über den Wasserhaushalt eines Gebietes zu treffen.
Bei der Ermittlung des Regenfaktors wird der mittlere Jahresniederschlag (N, in mm) zur mittleren Jahrestemperatur (T, in °C) in Beziehung setzt:
{\displaystyle f={\frac {N}{T}}}
Bei einem Regenfaktor von weniger als 40 gilt das Gebiet als arid, über 100 als humid. Insgesamt unterscheidet man aufbauend auf Lang fünf definierte Feuchtetypen: Unterhalb von 40 wird ein Gebiet als arid, zwischen 40 und 60 als semiarid, zwischen 60 und 100 als semihumid, zwischen 100 und 120 als humid und darüber als perhumid bezeichnet.

## Hintergrund und Entwicklung

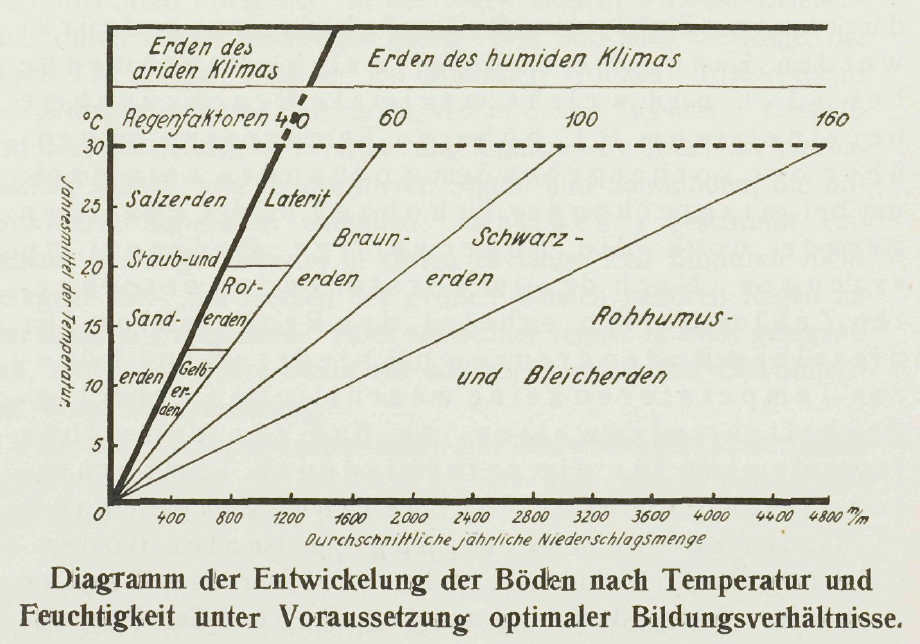
Diagramm der Entwicklung der Böden nach Temperatur und Feuchtigkeit unter Voraussetzung optimaler Bildungsverhältnisse
(Richard Lang, 1915)

Der Regenfaktor wurde 1915 von dem deutschen Geologen Richard Lang eingeführt, um den Zusammenhang zwischen der Trockenheit bzw. Feuchtigkeit eines Gebietes mit der dafür typischen Bodenbildung in Beziehung zu setzen. Die Feuchte des Gebietes erhöht sich mit wachsendem Niederschlag, auf der anderen Seite führen höhere Temperaturen zu einer höheren Verdunstung. Nach Lang sind diese beiden Größen in Beziehung zu setzen, um die Feuchtigkeit eines Gebietes zu bestimmen. Er entwickelte eine klimatische Bodenreihe aus verschiedenen Bodentypen, die sich nach seiner Ansicht in Gebieten verschiedener Aridität entwickeln. Demnach sind Rohhumusböden vorwiegend in Skandinavien, im nördlichen Russland und im nördlichen Deutschland bei kühlem Klimas anzutreffen, während sich nach Süden Schwarzerdeböden und Braunerdeböden anschließen und die wichtigsten Bodentypen Mitteleuropas bilden. In Südeuropa finden sich Gelberden und Roterden, und zwar erstere in den kühleren und feuchteren, letztere in den trockeneren und wärmeren Lagen. Für die Tropen typisch ist in dieser Reihung der Laterit. Die Bezugsetzung der Regenfaktoren und damit der Aridität und Humidität mit den Bodenfarben wurde in der Folge mehrfach kritisiert, ohne dabei den generellen Einfluss der Regenfaktoren für die Bodenbildung in Frage zu stellen. Da die Bodenbildung allerdings nicht nur von den Regenfaktoren abhängt, sondern vor allem auch vom geologischen Substrat, wurden diese als Klassifikation für die Bodentypen abgelehnt und nur für die Bewertung der Feuchte akzeptiert.
Der Ansatz der Regenfaktoren von Lang zur Bestimmung der Humidität und Aridität wurde seitdem von zahlreichen Wissenschaftlern weiter entwickelt und generell auf die Trockenheit einer Region bezogen, während der Aspekt der spezifischen Bodenbildung zunehmend in den Hintergrund geriet. Emmanuel de Martonne berücksichtigte in seiner Betrachtung beispielsweise die Anzahl der Niederschlagstage, und Charles Warren Thornthwaite (1899–1963) entwickelte 1942 für das U.S. Department of Agriculture auf der Basis des Regenfaktors ein Wasserhaushaltsmodell für die Landwirtschaft, bei dem die Verdunstung eine wesentliche Rolle spielt. Er führte 1948 einen Humiditätsindex (Ih) und einen Ariditätsindex (Ia) ein und setzte die über die potentielle Evapotranspiration hinausgehende Niederschlagsmenge als Wasserüberschuss (s) mit dem Wasserdefizit (n und d) des Bodens in Beziehung. Später verband er beide Indizes, um jahreszeitliche Faktoren einzubeziehen und entwickelte den Index Im. Auf dieser Basis konnte ein feineres System von Aridität und Humidität entwickelt werden.

## Belege
1. 1 2  
Regenfaktor. In: Lexikon der Geographie, spektrum.de; abgerufen am 18. Juli 2016.
2. 1 2 3 4  
Regenfaktor. In: Lexikon der Geowissenschaften, spektrum.de; abgerufen am 18. Juli 2016.
3. 1 2  
Richard Lang: Versuch einer exakten Klassifikation der Böden in klimatischer und geologischer Hinsicht. Internationale Mitteilungen für Bodenkunde, Berlin 1915; S. 312–380. (Volltext. (Memento des Originals vom 24. Juli 2016 im Internet Archive; PDF)  Info: Der Archivlink wurde automatisch eingesetzt und noch nicht geprüft. Bitte prüfe Original- und Archivlink gemäß Anleitung und entferne dann diesen Hinweis.)
4. 1 2  
Paul Schaufelberger: Vierzig Jahre Regenfaktor In: Vierteljahrsschrift der Naturforschenden Gesellschaft in Zürich, 1955, 100, S. 194–201; ngzh.ch (PDF).
5. ↑  
Paul Schaufelberger: Warum haben die Regenfaktoren so häufig in Bodenkunde und Klimatologie versagt? In: Geografica Helvetica, 1958, 13, S. 69–73; geogr-helv.net (PDF; 3,8 MB).
6. ↑  
Ariditätsfaktor. In: Lexikon der Geowissenschaften, spektrum.de; abgerufen am 18. Juli 2016.